# Суперкубок Англії з футболу 1991
Суперкубок Англії з футболу 1991 — 69-й розіграш турніру. Матч відбувся 10 серпня 1991 року. Його учасниками були два лондонських клуби — «Арсенал», як діючий чемпіон Англії, та «Тоттенгем Готспур», володар кубка країни.
Гра закінчилася нульовою нічиєю і обидві команди-учасниці були визнані володарями трофею. Це був останній розіграш англійського Суперкубка, в якому його володарями стали дві команди — згодом було впроваджено додатковий час і, за необхідності, серія пенальті для визначення переможця гри за Суперкубок.

## Матч

### Деталі
| 10 серпня 1991 15:00 BST |

| «Арсенал» (Лондон) | 0–0 | «Тоттенгем Готспур» |
| ------------------ | --- | ------------------- |
|                    |     |                     |

| Вемблі, Лондон Глядачів: 65 483 Арбітр: Террі Голбрук |

| «Арсенал» | «Тоттенгем Готспур» |

| ВР               | 1  | Девід Сімен        |    |     |
| ПЗ               | 2  | Лі Діксон          |    |     |
| ЛЗ               | 3  | Найджел Вінтерберн |    |     |
| ЦПЗ              | 4  | Девід Гілліер      |    |     |
| ЦЗ               | 5  | Девід О'Лірі       |    |     |
| ЦЗ               | 6  | Тоні Адамс (к)     |    |     |
| ППЗ              | 7  | Девід Рокастл      | ЖК | 79' |
| ЦПЗ              | 8  | Пол Девіс          |    |     |
| НП               | 9  | Алан Сміт          |    |     |
| ЛПЗ              | 10 | Пол Мерсон         |    |     |
| НП               | 11 | Кевін Кемпбелл     |    | 79' |
| Запасні:         |    |                    |    |     |
| ВР               |    | Алан Міллер        |    |     |
| ЗХ               |    | Енді Лініген       |    |     |
| ПЗ               |    | Майкл Томас        |    | 79' |
| ПЗ               |    | Сігурдур Йонссон   |    |     |
| НП               |    | Енді Коул          |    | 79' |
| Головний тренер: |    |                    |    |     |
| Джордж Грем      |    |                    |    |     |

| ВР               | 1  | Ерік Торстведт   |
| ЦЗ               | 2  | Террі Фенвік     |
| ЛЗ               | 3  | Пет Ван Ден Гау  |
| ПЗ               | 4  | Стів Седглі      |
| ЦПЗ              | 5  | Девід Гавеллс    |
| ЦЗ               | 6  | Гері Меббатт (к) |
| НП               | 7  | Пол Стюарт       |
| ППЗ              | 8  | Наїм             |
| ЦПЗ              | 9  | Вінні Семвейс    |
| НП               | 10 | Гарі Лінекер     |
| ЛПЗ              | 11 | Пол Аллен        |
| Запасні:         |    |                  |
| ВР               |    | Ієн Вокер        |
| НП               |    | Пол Волш         |
| ЗХ               |    | Іан Гендон       |
| ЗХ               |    | Гудні Бергссон   |
| ПЗ               |    | Джастін Едінбург |
| Головний тренер: |    |                  |
| Пітер Шрівз      |    |                  |